# Grande synagogue de Bucarest
La Grande Synagogue de Bucarest, est une synagogue de Roumanie. Elle est érigée en 1845 par des Juifs d'origine polonaise.
Elle est rénovée successivement en 1865, 1903, 1909 puis en 1936 dans le style Rococo.
Lors de la Seconde Guerre mondiale elle est dévastée par des membres de l'extrême droite roumaine et nécessite une réhabilitation en 1945. 
Au cours des années 1980, tout comme de nombreuses églises dans la région, cette synagogue est pratiquement entourée par des immeubles en béton, de manière à la cacher de la vue du public.
De nos jours, elle accueille une exposition intitulée "The Memorial of Jewish Martyrs “Chief Rabbi Dr. Mozes Rosen”.